# Santeri Kallio
Santeri Kallio (6 maggio 1974) è un tastierista finlandese, membro del gruppo folk/death metal Amorphis.

## Biografia
Kallio entra nella band nel 1998, dopo aver militato in Kyyria e Verenpisara, band minori del panorama finlandese. Ad oggi con la band ha composto nove album.
Tra le sue band preferite cita: Led Zeppelin, Motörhead, Pink Floyd, Ronnie James Dio, Ozric Tentacles, Red Hot Chili Peppers, Black Sabbath, Iron Maiden, Metallica, Venom, Wigwam, Faith No More, Type O Negative, David Bowie, Atomic Swing, Piirpauke, Shpongle.

## Discografia

### Amorphis
- 1999 - Tuonela
- 2001 - Am Universum
- 2003 - Far from the Sun
- 2006 - Eclipse
- 2007 - Silent Waters
- 2009 - Skyforger
- 2011 - The Beginning of Times
- 2013 - Circle
- 2015 - Under the Red Cloud